# Katagon
Katagon è un arrondissement del Benin situato nella città di Akpro-Missérété (dipartimento di Ouémé) con 13.934 abitanti (dato 2006).